# Claroline
Claroline ist eine E-Learning- und E-Working-Plattform (Lernplattform), die unter einer freien Lizenz (GPL) steht. Sie erlaubt es, verschiedenen Organisationsarten weltweit (Universitäten, Schulen, Unternehmen, Vereinen) Kurse zu entwerfen, zu verwalten und über das Internet zusammenzuarbeiten.
Claroline kann frei heruntergeladen werden. Die Plattform wird in über 100 Ländern verwendet und ist in 30 Sprachen erhältlich.

## Werkzeuge
Die Claroline-Plattform ist rund um ein Konzept von Räumen organisiert, die mit einem Kurs oder einer pädagogischen Aktivität verbunden sind. In jedem Raum findet man eine Liste von Werkzeugen, die es ermöglichen Lerninhalte zu erstellen:
- Kursbeschreibung
- Agenda
- Ankündigungen
- Dokumente und Links
- Übungen/Tests (IMS QTI 2 compliance)
- Lernpfad (SCORM compliance)
- Aufgaben
- Foren
- Gruppen
- Benutzer
- Chat
- Wiki

## Multi-Plattform
Claroline ist mit GNU/Linux, Mac OS und Microsoft Windows kompatibel. Sie basiert auf freier Technologie wie PHP und MySQL.

## Entwicklung
Claroline basiert auf einem streng pädagogischen Prinzip aus der Literatur und wird bereichert von Trainingstechnologien. Seit 2000 haben sich Claroline-Entwicklungsteams auf die Code-Stabilität fokussiert und auf die Entwicklung von Funktionen entsprechend den Benutzer-Bedürfnissen. Das Hauptanliegen der Entwickler ist es nicht eine große Zahl von neuen Funktionen zu entwickeln, sondern einige Werkzeuge zu verfeinern, die wichtig sind für die pädagogische Herangehensweise und die Schnittstelle mit dem Benutzer. Außerdem trägt eine große weltweite Gemeinschaft von Benutzern und Entwicklern zur Weiterentwicklung und Verbreitung von Claroline bei.

## Partner
Anfänglich, im Jahr 2000, von der französischsprachigen Katholischen Universität Löwen (UCL) gestartet, hat Claroline sich nach den pädagogischen Erfahrungen und Bedürfnissen der Lehrer entwickelt. Claroline wurde zwischenzeitlich von der wallonischen Region durch das WIST-Programm finanziell in der Entwicklung unterstützt.
In diesem Programm war Claroline mit drei belgischen Partnern verbunden:
- IPM, Institut de pédagogie universitaire et des multimédias, UCLouvain, Louvain-la-Neuve
- CERDECAM, Centre de Recherche et de Développement, Brüssel
- LENTIC, Laboratoire d'études sur les nouvelles technologies, l'innovation et le changement, Universität Lüttich, Lüttich

Seit dem 23. Mai 2007 gibt es das offene, internationale Claroline-Konsortium, welches sich die Weiterverbreitung und -entwicklung der Lernplattform zum Ziel gesetzt hat. Neben den 5 Gründungsmitgliedern des Konsortiums,
- der schon erwähnten Université catholique de Louvain in Belgien,
- der Haute Ecole Léonard de Vinci in Belgien,
- der Universidade de Vigo in Spanien,
- der Université du Québec à Rimouski in Kanada,
- und der Universidad Católica del Norte in Chile,

gibt es gegenwärtig 15 weitere Partner aus verschiedenen Ländern.